# Timea xena
Timea xena är en svampdjursart som beskrevs av de Laubenfels 1954. Timea xena ingår i släktet Timea och familjen Timeidae. Inga underarter finns listade i Catalogue of Life.